# Kate Elsworth
Kate Elsworth (nacida en el año 1982, en Sídney, Australia) es una DJ, vocalista y compositora orientada a la música electrónica. Actualmente reside en Londres.[cita requerida]

## Trayectoria musical
Elsworth comenzó su carrera como cantante de bandas de jazz y en la composición de las letras para artistas internacionales como Emma Bunton de las Spice Girls y el ganador del Idol francés, Christophe Willem.
Más tarde pasó un tiempo en Ibiza, donde obtuvo interés en la música house. Se ha presentado en diversas discotecas del mundo, como en Amnesia Ibiza.
En 2009, formó parte del proyecto electrónico liderado por el productor radicado en Nueva York, DJ Exacta, utilizando el alias “Bambina”. El dúo lanzó sus dos primeras producciones, “Empty Spaces” y “Bow And Arrow” por los sellos Hed Kandi/Ministry of Sound en 2011.
Colaboró también con productores de la talla de Dirty South, Thomas Gold, y James Doman. Su contribución en el sencillo “Alive” del productor australiano Dirty South y el alemán Thomas Gold, llegó a alcanzar la segunda ubicación en las listas de descargas de Beatport y permaneció en los primeros 10 por varias semanas.
Luego del gran suceso que generó “Alive”, Dirty South y Thomas Gold vuelven a convocarla para aportar voces en un nuevo sencillo, “Eyes Wide Open”, lanzado en enero de 2012 por el sello Phazing Records, propiedad del australiano Dirty South.
Además, su colaboración en “Breathing You” con James Doman, fue incluido en el compilado Café del Mar Volume 18.

## Discografía

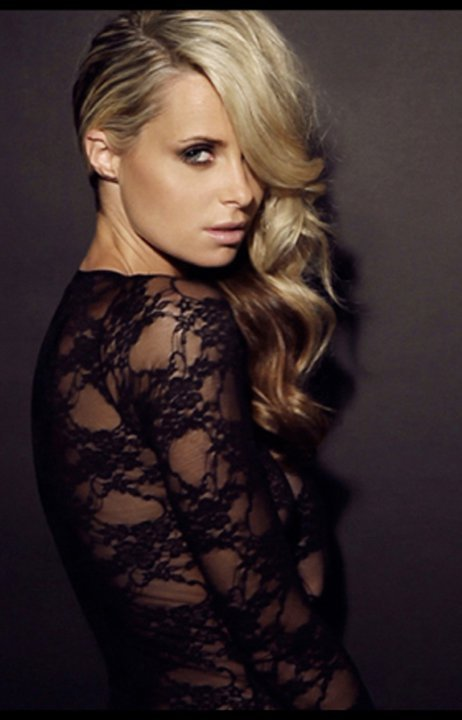
Kate Elsworth en 2011

### Colaboraciones en sencillos
- 2011 — Empty Spaces (con DJ Exacta)
- 2011 — Bow & Arrow (con DJ Exacta)
- 2011 — Alive (con Dirty South & Thomas Gold)
- 2012 — Breathing You (con James Doman)
- 2012 — Eyes Wide Open (con Dirty South & Thomas Gold)
- 2014 — Colourblind (con Thomas Gold)

### Como compositora
- 2006: Emma Bunton – Life In Mono[9]
  - “Undressing You”

- 2009: Christophe Willem – Caféine[10]
  - “L'Homme En Noir”
  - “Holé Holé” (Version Originale De L'Homme En Noir) (como corista y compositora)